# Joseph Bryan (Politiker)

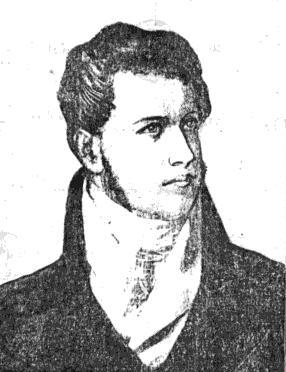
Joseph Bryan

Joseph Bryan (* 18. August 1773 in Savannah, Province of Georgia; † 12. September 1812 ebenda) war ein US-amerikanischer Politiker. Zwischen 1803 und 1806 vertrat er den Bundesstaat Georgia im US-Repräsentantenhaus.

## Werdegang
Joseph Bryan genoss eine private Schulausbildung und studierte später unter anderem an der Universität Oxford in England. Außerdem studierte er in Philadelphia Jura. Später baute er bei Wilmington Island nahe Savannah die Plantage „Nonchalance“ auf, die er bewirtschaftete. Gleichzeitig begann er als Mitglied der von Präsident Thomas Jefferson gegründeten Demokratisch-Republikanischen Partei eine politische Laufbahn.
Bei den staatsweit abgehaltenen Kongresswahlen des Jahres 1802 wurde er für den wieder eingerichteten dritte Sitz von Georgia in das US-Repräsentantenhaus in Washington, D.C. gewählt. Dort trat er am 4. März 1803 sein neues Mandat an. Das dritte Abgeordnetenmandat war 1793 erloschen und wurde bei den Wahlen des Jahres 1802 neu etabliert. Nach einer Wiederwahl konnte Bryan bis zu seinem Rücktritt im Jahr 1806 im Kongress verbleiben; das genaue Datum seines Rücktritts ist unbekannt. Es muss aber vor dem 1. September gewesen sein, da an diesem Tag der zu seinem Nachfolger gewählte Dennis Smelt sein neues Mandat antrat. Sein Rücktritt erfolgte kurz nach seiner Heirat mit Delia Forman (1783–1825). Er wollte mehr Zeit für seine neue Familie und die Bewirtschaftung seiner Plantage bekommen. Während seiner Zeit im US-Repräsentantenhaus wurde das Staatsgebiet der Vereinigten Staaten durch den Louisiana Purchase von Präsident Jefferson beträchtlich erweitert. Im Jahr 1804 wurde im Kongress der 12. Verfassungszusatz verabschiedet.
Nach seinem Ausscheiden aus dem US-Repräsentantenhaus bewirtschaftete Joseph Bryan seine Plantage, auf der er am 12. September 1812 nach kurzer Krankheit plötzlich verstarb.